# K-152 Nerpa
K-152 Nerpa je podmornica razreda Ščuka-B Ruske vojne mornarice. Njen gredelj je bil položen konec leta 1991, splavljena je bila 24. junija 2006, v uporabo pa je bila predana leta 2009. 4. aprila 2012 je bila z imenom Čakra posojena Indijski vojni mornarici, junija 2021 pa je bila zaradi eksplozije zračnega cilindra pod visokim pritiskom, ki je ubila enega mornarja in poškodovala trup podmornice, vrnjena.
8. novembra 2008 se je na podmornici zgodila nesreča, ki je bila z 20 mrtvimi in 21 ranjenimi za Kurskom druga najhujša ruska podmorniška nesreča. Nesreča se je zgodila, ker se je po nesreči sprožil sistem za gašenje požarov in je bil v zrak izpuščen freon dibromotetrafluoroetan. Prvi podatki so kazali, da se je sistem sprožil samodejno, kasneje pa so preiskovalci sporočili, da ga je sprožila oseba brez utemeljenega razloga.